# Teodor Pajewski
Teodor Fabian Pajewski, ps. Szalony (ur. 14 września 1915 w Warszawie, zm. 19 listopada 1986 w Birmingham) – kamieniarz, żołnierz WP (1938–1939), uczestnik kampanii wrześniowej 1939, członek ZWZ-AK (1940–1945), uczestnik powstania warszawskiego, podporucznik WP (od 1944), żołnierz Polskich Sił Zbrojnych na Zachodzie (1945-46), Sprawiedliwy wśród Narodów Świata (1977). 

## Życiorys
Urodzony w rodzinie Teodora (ur. 1875) i Julii Marianny (ur. 1871) z Czarneckich, wywodzącej się z drobnej szlachty mazowieckiej z Pajewa Wielkiego (pow. Ciechanów), dzieciństwo spędził na warszawskiej Pradze. Ok. 1929 r. rozpoczął naukę w praskim gimnazjum, w 1934 r. zdał maturę, a następnie rozpoczął praktykę w zakładzie kamieniarskim rzeźbiarza Piotra Jaszczyka (wykonawcy, między innymi, mauzoleum gen. Gustawa Orlicz-Dreszera w Gdyni-Oksywiu oraz pomnika „Lotnika” na placu Unii Lubelskiej w Warszawie). Ok. 1937 r. ożenił się z córką Jaszczyka - Michaliną, z którą miał synów Wiesława (ur. 1938) i Andrzeja (ur. 1943). 
W 1938 r. został powołany do służby wojskowej, którą rozpoczął w Mińsku Mazowieckim, gdzie rozkazem nr 244/38 przydzielono go do 1. szwadronu 7. Pułku Ułanów Lubelskich im. gen. Kazimierza Sosnkowskiego, należącego do Mazowieckiej Brygady Kawalerii, w którym po skończonym sześciomiesięcznym kursie otrzymał stopień kaprala podchorążego. Następnie przydzielono go do 2. szwadronu, gdzie był dowódcą sekcji ręcznych karabinów maszynowych. 
Zmobilizowany w sierpniu 1939 r., stacjonował ze swoim szwadronem w okolicy Przasnysza, następnie Dąbrówki i Komorowa koło Ostrowi Mazowieckiej. Pod Wyszkowem jego oddział został ostrzelany i zbombardowany przez myśliwce niemieckie, co doprowadziło do znacznych strat. Po ponownym sformowaniu szyków żołnierze 7. Pułku Ułanów Lubelskich przedostali się pod osłoną nocy pod Radzymin, a stamtąd w okolice Mińska Mazowieckiego. Teodor Pajewski został gońcem pomiędzy 7. Pułkiem Ułanów Lubelskich a Mazowiecką Brygadą Kawalerii. Z polecenia dowódcy Brygady jeździł z rozkazami generała Władysława Andersa do dowódców Brygady Wołyńskiej (gen. bryg. Adam Korytowski) i Brygady Nowogródzkiej (gen. bryg. Konstanty Plisowski). 7 października 1939 r. Pajewski dostał się do niewoli bolszewickiej w Rogoźnie wraz ze sztabem Mazowieckiej Brygady Kawalerii. Po trzech dniach udało mu się uciec i powrócić do Warszawy. W 1940 r. wstąpił do ZWZ, w którym przyjął pseudonim "Szalony". 
W marcu 1943 r. Teodor Pajewski, pracując wówczas na kolei, wyprowadził Rachelę Auerbach ze stacji kolejowej Warszawa-Praga na Pelcowiźnie. W kwietniu tego roku wyprowadził z getta (w trakcie powstania) aktora i reżysera Jonasza Turkowa i ukrył go w swoim mieszkaniu na Brukowej 8. Pomógł również żonie stolarza z Radzymina, którą w charakterze krewnej lub żony umieścił w szpitalu, a następnie zabrał do siebie z dzieckiem i mężem i ukrywał ich przez parę tygodni do czasu zorganizowania im kryjówki w podwarszawskiej Radości. Najbardziej znanym czynem Teodora Pajewskiego i jego znajomej Emilii Kossower-Rozencwajg było wyprowadzenie w sierpniu 1943 r. z niemieckiego obozu pracy przymusowej w Trawnikach żydowskiego historyka Emanuela Ringelbluma, założyciela archiwum „Oneg Szabat”, którego ukrywano na ulicy Radzymińskiej 2, w mieszkaniu Stanisławy Jaszczyk, siostry żony Teodora Pajewskiego. Emanuel Ringeldblum miał powiedzieć, że dwa skromne pokoje u „Stachy” po ucieczce z obozu wydały mu się ideałem spokoju, czystości i komfortu, a w liście z 20 grudnia 1943 r. przypominał swoim kolegom, że w poprzedniej korespondencji prosił o zakup prezentu na święta dla Teodora i Emilki: „Jestem im szczerze wdzięczny i chciałbym, aby oni o tym wiedzieli”. Pajewski utrzymywał kontakt konspiracyjny z obozem pracy przymusowej SS w Poniatowej (woj. lubelskie), skąd oswobodził w 1943 r. Polę Elster (z Poalej Syjon-Lewicy). Na początku listopada 1943 r. ponownie udał się do Poniatowej, aby wyprowadzić z obozu kolejne osoby – dostarczył fałszywe dokumenty, m.in. dzieciom legitymacje szkolne, a mężczyznom przepustki kolejowe – jednakże 4 listopada 1943 r. wszyscy więźniowie z tego obozu zostali rozstrzelani. W tym samym miesiącu Teodor Pajewski został również wysłany do obozu pracy SS w Budzyniu koło Kraśnika w celu zorganizowania ucieczki grupy rabinów wywiezionych z getta warszawskiego. Za swoją działalność podczas okupacji na rzecz ratowania Żydów Pajewski otrzymał w 1977 r. (na wniosek dyrektora Teatru Polskiego Arnolda Szyfmana) tytuł Sprawiedliwego Wśród Narodów Świata (numer M.31.2/1270), przy czym w krótkim biogramie na stronie Instytutu Yad Vashem mylnie odnotowano, że został on aresztowany przez Niemców i zesłany do obozu, w którym zginął. Z powodu tego nieporozumienia medal przyznany w 1977 r. odebrał dopiero jego syn Wiesław w dniu 12 stycznia 2023 r. w siedzibie Żydowskiego Instytutu Historycznego w Warszawie.
3 maja 1944 r. Teodor Pajewski został awansowany na stopień podporucznika na mocy wniosku sporządzonego przez Komendanta Obwodu IV AK. Legitymację AK o numerze 15059, którą sygnował podpisem Komendant Obwodu IV AK Rejon Śródmieście oficer organizacyjny – rotmistrz rezerwy kawalerii Romuald Jan Górski ps. „Bystry”, otrzymał 25 lipca1944 r. W sierpniu 1944 r., w trakcie Powstania Warszawskiego, Pajewski był żołnierzem batalionu AK im. Walerego Łukasińskiego (Batalion „Łukasiński”), rejon IV Śródmieście. Służył w 4. kompanii „Niemen” pod rozkazami porucznika Henryka Pokrzywnickiego ps. „Chwast”. Jednocześnie pełnił obowiązki zastępcy dowódcy I plutonu. W trakcie przeprowadzania – z rozkazu majora Olgierda Ostkiewicza-Rudnickiego ps. „Sienkiewicz” – inspekcji w rejonie Hali Mirowskiej został odcięty od swojego macierzystego oddziału. Udało mu się jednak przedostać kanałami do Śródmieścia, gdzie zgłosił się do dowództwa IV Rejonu przy ulicy Marszałkowskiej 125 i otrzymał przydział służbowy do Samodzielnego Plutonu Saperów, w którym pełnił obowiązki zastępcy dowódcy plutonu do spraw liniowych. Rozkazem Komendy Okręgu Warszawskiego AK nr 28 z 15 września 1944 r. (rotmistrz rezerwy kawalerii Romuald Jan Górski ps. „Bystry”) Teodor Pajewski otrzymał „Krzyż Walecznych". 
Po upadku powstania (2 X 1944) został wzięty do niewoli niemieckiej i wraz z innymi powstańcami trafił do kolumny marszowej skierowanej do obozu przejściowego w Ożarowie, a stamtąd 8 października 1944 r. został przewieziony do obozu jenieckiego w Łambinowicach (Stalag VIII B) koło Opola, gdzie otrzymał numer jeniecki 101705 VIIII F. 18 października 1944 r. wywieziono go do obozu jenieckiego w Bornem Sulinowie (Oflag II D Gross Born), a następnie do Stalagu X B w Sandbostel koło Bremy, w którym doczekał się wyzwolenia przez wojska brytyjskie w kwietniu 1945 r.
29 września 1945 r. Komisja Weryfikacyjna Żołnierzy Armii Krajowej na terenie anglosaskiej okupacji w Niemczech wydała zaświadczenie, że Teodor Pajewski został zweryfikowany w stopniu podporucznika rezerwy i oznaczony numerem weryfikacyjnym 9216. Dokument podpisał zastępca przewodniczącego kapitan Antoni Baranowski. 18 lutego 1946 r. Pajewski zadeklarował że służył w 1. Baonie Ochrony Freren Emsland, w tak zwanej polskiej strefie okupacyjnej. Pomimo poczynionych przygotowań do powrotu do Polski nie stawił się na punkt przerzutowy. W 1948 r. zawarł związek małżeński z Evelin Smart i zamieszkał w Anglii. 15 maja 1967 r. naturalizował się pod nazwiskiem Teodor Winston (certyfikat BNA94394); w tym czasie mieszkał w Coventry na ulicy 83 Northfield Road i deklarował, że wykonywał zawód kamieniarza. Ostatnie lata życia spędził w mieście Tamworth, zmarł 19 listopada 1986 r. w Good Hope Hospital w Birmingham na zapalenie płuc. Jego grób został odnaleziony w Tamworth w styczniu 2023 r. przez Marcina Dambka z Fundacji Polskie Miejsca Pamięci.

## Ordery i odznaczenia
- Krzyż Walecznych - 1944
- Krzyż AK - 1968
- Sprawiedliwy wśród Narodów Świata - 1977
- Krzyż Komandorski Orderu Odrodzenia Polski - 2019 (pośmiertnie)[9]